# Kameyama, Mie
Kameyama (japanska: 亀山市?, Kameyama-shi) är en stad i Mie prefektur i Japan. Staden fick stadsrättigheter 1954.